# Земская почта Мариупольского уезда
Зе́мская по́чта Мариу́польского уе́зда — земская почта, организованная земской управой Мариупольского уезда Екатеринославской губернии. Земская почта Мариупольского уезда существовала с 1871 года по 1878 год. В уезде выпускались собственные земские почтовые марки.

## История почты
Мариупольская уездная земская почта была открыта в 1871 году. Почтовые отправления отправлялись из уездного центра (города Мариуполя) дважды в неделю в 24 населённых пункта уезда. Для оплаты доставки частной корреспонденции были введены земские почтовые марки.
В 1878 году Мариупольская уездная земская почта была закрыта.

## Выпуски марок
Пересылка частных почтовых отправлений оплачивалась земскими почтовыми марками, которые печатались в частной типографии. На них был изображён герб Мариупольского уезда.

## Гашение марок
Марки гасились чернилами (перечёркиванием).